# Marian Przykucki
Marian Przykucki (ur. 27 stycznia 1924 w Skokach, zm. 16 października 2009 w Szczecinie) – polski duchowny rzymskokatolicki, biskup pomocniczy poznański w latach 1974–1981, biskup diecezjalny chełmiński w latach 1981–1992, arcybiskup metropolita szczecińsko-kamieński w latach 1992–1999, od 1999 arcybiskup senior archidiecezji szczecińsko-kamieńskiej.

## Życiorys
Urodził się 27 stycznia 1924 w Skokach. Od 1937 kształcił się w Gimnazjum św. Marii Magdaleny w Poznaniu. Naukę przerwał wybuch II wojny światowej. Podczas okupacji pracował w sklepie. W 1940 za pomoc udzieloną angielskim jeńcom został zatrzymany przez funkcjonariuszy Gestapo i przez kilka miesięcy przebywał w areszcie. W 1946 zdał eksternistycznie maturę w Gimnazjum św. Marii Magdaleny. W latach 1945–1950 odbył studia filozoficzno-teologiczne (do 1947 w Gnieźnie, następnie w Poznaniu). Na prezbitera został wyświęcony 19 lutego 1950 w farze poznańskiej (pełniącej wówczas funkcję prokatedry) przez miejscowego arcybiskupa metropolitę Walentego Dymka. Inkardynowany został do archidiecezji poznańskiej.
Jako wikariusz pracował w parafiach: św. Floriana w Chodzieży (1950–1952), Najświętszej Maryi Panny Niepokalanie Poczętej w Wolsztynie (1952–1953) i św. Mikołaja w Poznaniu (1953–1954). W latach 1954–1973 pełnił funkcje kapelana i sekretarza arcybiskupów metropolitów poznańskich: do 1956 Walentego Dymka, następnie od 1957 Antoniego Baraniaka. Był zatrudniony w referacie duszpasterstwa kurii metropolitalnej. Pełnił funkcję sekretarza Komisji Głównej przygotowującej synod archidiecezjalny w 1968. W 1965 otrzymał tytuł tajnego szambelana papieskiego.
27 listopada 1973 papież Paweł VI mianował go biskupem pomocniczym archidiecezji poznańskiej ze stolicą tytularną Glenndálocha. Święcenia biskupie otrzymał 3 lutego 1974 w bazylice archikatedralnej Świętych Apostołów Piotra i Pawła w Poznaniu. Konsekrował go miejscowy arcybiskup metropolita Antoni Baraniak w asyście poznańskich biskupów pomocniczych: Franciszka Jedwabskiego i Tadeusza Ettera. Jako zawołanie biskupie przyjął słowa „Beati Pacifici” (Błogosławieni pokój czyniący). W 1975 został ustanowiony wikariuszem generalnym archidiecezji. Po śmierci arcybiskupa Antoniego Baraniaka zarządzał nią od 15 sierpnia 1977 do 7 października 1978 jako wikariusz kapitulny. Zajmował stanowisko prezesa Rady Nadzorczej Księgarni św. Wojciecha w Poznaniu. Od 1973 był kanonikiem gremialnym i prepozytem poznańskiej kapituły metropolitalnej.
29 maja 1981 papież Jan Paweł II przeniósł go na urząd biskupa diecezjalnego diecezji chełmińskiej. Urząd kanonicznie objął 2 lipca 1981, a ingres do katedry Wniebowzięcia Najświętszej Maryi Panny w Pelplinie odbył 15 sierpnia 1981. W 1984 ustanowił Instytut Duszpasterstwa Sakramentalnego przy Wyższym Seminarium Duchownym w Pelplinie, w 1985 utworzył urząd wikariusza biskupiego ds. duszpasterstwa Wybrzeża z rezydencją w Gdyni, a w 1987 powołał w kurii biskupiej wydział formacji kapłanów, w 1989 wznowił wydawanie diecezjalnego czasopisma „Pielgrzym”, a w 1991 powołał diecezjalny Caritas. Erygował 76 parafii i 13 dekanatów W 1987 podejmował w Gdyni papieża Jana Pawła II podczas jego III podróży apostolskiej do Polski. W stanie wojennym wsparł internowanych w Potulicach. Na początku lat 90. XX w. wydał zgodę na uruchomienie katolickiej rozgłośni w Toruniu – Radia Maryja. Powiadomiony o aktach molestowania małoletniego przez podległego mu księdza przeniósł go na inną placówkę, zagrażając, że w przypadku powtarzania procederu zostanie on pozbawiony możliwości wykonywania obowiązków kapłańskich. Ksiądz miał nadal kontakt z małoletnimi, dopuszczając się aktów molestowania, za co w 2016 został wydalony ze stanu kapłańskiego.
25 marca 1992 Jan Paweł II bullą Totus Tuus Poloniae populus podniósł diecezję szczecińsko-kamieńską do rangi archidiecezji w ramach metropolii szczecińsko-kamieńskiej i mianował go arcybiskupem metropolitą szczecińsko-kamieńskim. Ingres do archikatedry św. Jakuba w Szczecinie odbył 12 kwietnia 1992. 29 czerwca 1992 w bazylice św. Piotra w Rzymie otrzymał paliusz. W 1992 utworzył Archidiecezjalne Kolegium Teologiczne w Szczecinie, przyczynił się do afiliacji w 1994 szczecińskiego seminarium duchownego do Papieskiego Wydziału Teologicznego w Poznaniu, a w 1995 powołał Archidiecezjalną Radę Ciągłej Formacji Duchowej i Studium Teologiczne dla Kapłanów. W 1992 ustanowił sąd metropolitalny I i II instancji, a także radę kapłańską i kolegium konsultorów. Erygował dwie kapituły kolegiackie: w 1992 przy kościele św. Jana Chrzciciela w Myśliborzu, a w 1995 przy kościele Najświętszej Maryi Panny Królowej Świata w Stargardzie Szczecińskim. W 1992 powołał Katolickie Liceum Ogólnokształcące im. św. Maksymiliana Kolbego w Szczecinie i Diecezjalny Ośrodek Młodzieżowy, a w 1993 ludowe uniwersytety katolickie w Barzkowicach, Wolinie i Zielinie. W 1992 ustanowił Radiowo-Telewizyjną Redakcję Programów Katolickich „Arwizja”, a w 1994 Archidiecezjalne Radio „As”. 1 maja 1999 został zwolniony z obowiązków arcybiskupa metropolity szczecińsko-kamieńskiego.
Działał na rzecz pojednania polsko-niemieckiego, a także wspierał ruch kaszubski.
W Konferencji Episkopatu Polski był przewodniczącym Komisji ds. Rodzin, a także należał do Komisji: ds. Duszpasterstwa Ogólnego, ds. Duszpasterstwa Akademickiego, ds. Wydawnictw Katolickich, ds. Budownictwa Sakralnego i ds. Misji, a także do Rady Głównej. W 1976 wziął udział w Międzynarodowym Kongresie Eucharystycznym w Filadelfii.
Był współkonsekratorem podczas sakr biskupów pomocniczych poznańskich: Stanisława Napierały (1980) i Marka Jędraszewskiego (1997), biskupów pomocniczych chełmińskich: Edmunda Piszcza (1982), Henryka Muszyńskiego (1985), Andrzeja Śliwińskiego (1986) i Jana Bernarda Szlagi (1988), a także biskupa pomocniczego gdańskiego Zygmunta Pawłowicza (1985) i biskupa diecezjalnego koszalińsko-kołobrzeskiego Mariana Gołębiewskiego (1996).
Zmarł 16 października 2009 w Szczecinie. 23 października 2009 został pochowany w kaplicy św. Ottona w bazylice archikatedralnej św. Jakuba w Szczecinie, w kwietniu 2010 został przeniesiony do nowo wybudowanej krypty biskupów szczecińsko-kamieńskich.

## Odznaczenia
W 2006 otrzymał Wielki Krzyż Orderu Zasługi Republiki Federalnej Niemiec.
W 1999 przyznano mu tytuł honorowego obywatela miasta i gminy Skoki. W 2022 został pośmiertnie odznaczony medalem Marszałka Województwa Kujawsko-Pomorskiego „Unitas Durat Palatinatus Cuiaviano-Pomeraniensis” w uznaniu zasług na rzecz walki o niepodległość Rzeczypospolitej Polskiej i prawa człowieka.
Został członkiem honorowym Zrzeszenia Kaszubsko-Pomorskiego (1989), otrzymał medal pamiątkowy Grudziądzkiego Towarzystwa Kulturalnego (1989), a przez Towarzystwo im. Hipolita Cegielskiego uhonorowany został statuetką Złotego Hipolita i godnością Wybitnej Osobistości Pracy Organicznej (2008).